# 23 Rezerwowa Dywizja Piechoty (Cesarstwo Niemieckie)
23 Rezerwowa Dywizja Piechoty (niem. 23. Reserve-Division)  – związek taktyczny Armii Cesarstwa Niemieckiego. 
W sierpniu 1914 rozwinięto w Niemczech do etatów wojennych istniejące w okresie pokoju związki operacyjne (armie) i związki taktyczne. W tym też miesiącu z rekrutów, rezerwistów i ochotników znajdujących się  w korpuśnych ośrodkach szkoleniowych zorganizowano jednostki rezerwowe.

W składzie XII Rezerwowego Korpusu Armijnego została rozwinięta między innymi 23 Rezerwowa Dywizja Piechoty. W I wojnie światowej dywizja walczyła na froncie zachodnim.

## Struktura organizacyjna
Skład w sierpniu 1914:
- dowództwo dywizji
- 45 Rezerwowa Brygada Piechoty
  - 100 rezerwowy pułk piechoty
  - 101 rezerwowy pułk piechoty
- 46 Rezerwowa Brygada Piechoty
  - 102 rezerwowy pułk piechoty
  - 103 rezerwowy pułk piechoty
- Saski rezerwowy pułk huzarów